# Jardiner pitestriat
El jardiner pitestriat (Chlamydera cerviniventris) és un ocell de la família dels ptilonorrínquids (Ptilonorhynchidae).

## Hàbitat i distribució
Habita les sabanes i boscos a les terres baixes al nord-oest, centre, est, sud-est i sud de Nova Guinea, illes de l'Estret de Torres i nord-est de Queensland.